# Чеслав Мончинський
Чеслав Ян Мончинський (англ. Czesław Jan Mączyński; 9 липня 1881, с. Кашичі, Перемиський повіт, Королівство Галичини та Володимирії, Австро-Угорщина — 15 липня 1935, Львів, Львівське воєводство, Польська Республіка) — польський військовий і політичний діяч, полковник Війська польського, командувач так званої оборони Львова у листопаді 1918 р., під час Польсько-української війни, начальник комендатури Львова у листопаді 1918 р., винуватець єврейського погрому у Львові у листопаді 1918 р., посол Сейму Польської Республіки (1922—1927). Був нагороджений найвищою польською військовою відзнакою Virtuti Militari.
Героїзована польською історіографією постать Чеслава Мончинською є частиною польського патріотичного міфу про т. зв. оборону Львова і львівських орлят.

## Життєпис
Народився 9 липня 1881 р. в сім'ї народного вчителя Павела Мончинського та Юлії. Навчання розпочав у народній школі в Кашицях. Після переїзду сім'ї в 1892 р. до с. Острів продовжив навчання в гімназії в Ярославі, яку закінчив в 1902 р. Для того, щоб надалі мати змогу здобувати вищу освіту без перерви, зголосився на однорічну добровольчу службу у 29-му польовому артилерійському полку цісарсько-королівської (імператорської та королівської) армії при гарнізоні в Ярославі. 21 вересня 1903 р. Мончинський склав офіцерський іспит і отримав звання підпоручника (лейтенанта) запасу.
16 грудня 1905 р. він став членом польського «Академічного дому» (пол. Czytelni Akademickiej) у Львові, водночас із Стефаном Паславським і Тадеушом Вольфенбургом. У 1908 році закінчив філософський факультет Львівського університету. Під час навчання належав до львівської військової організації «Загони Бартоша»(пол. Drużyny Bartoszowe). Протягом 1908—1910 рр. вивчав право і одночасно здобув посаду заступника вчителя. У 1910 р. Мончинський почав працювати вчителем польської, латинської та грецької мови Гімназії № 1 у Перемишлі. За кілька тижнів до початку Першої світової війни він склав державний іспит на здобуття посади вчителя.

### Перша світова війна
Коли розпочалася Перша світова війна, Чеслава призвали на службу до австрійської армії. Служив у 29-му польовому артилерійському полку, в якому став командиром батареї. У жовтні 1914 р. переведений до 1-го польового артилерійського полку, де його підвищили до звання лейтенанта. Після поранений перебував у лікарні до серпня 1915 р. З цього часу і до грудня 1917 р. служив командиром батареї у 2-му польовому артилерійському полку. Того року він став капітаном запасу. З грудня 1917 р. і до кінця жовтня 1918 р. Менчинський служив спершу в артилерійській групі 4-го штабу армії, а згодом у 4-му Генеральному командуванні.

### Польсько-українська війна і єврейський погром у Львові
Після демобілізації з австрійської армії працював учителем філософії в гімназії у Ярославі. Водночас був комендантом Польських військових кадрів у Львові, що входили до складу Головного штабу оборони Львова. Під час Польсько-української війни з 1 по 22 листопада 1918 р. виконував функції головного коменданта оборони Львова, коли відбувалися важкі бої з українцями за повернення контролю над містом. Вважається, що Мончинський разом з підпол. Міхалем Карашевичем-Токажевським командував міфологізованою в польській історіографії обороною Львова львівськими орлятами у боротьбі із українськими січовиками Західноукраїнської Народної Республіки до прибуття із заходу підмоги з Перемишля та Кракова. У ніч з 21 на 22 листопада українське командування ухвалило рішення тимчасово покинути місто і його зайняли частини Війська польського.
З 22 листопада до 12 грудня 1918 р. Мончинський був комендантом Львова і Львівського повіту водночас бойових підрозділів. Вранці 22 листопада він видав прокламацію зі зверненням до мешканців Львова, в якій запевняв, що нова польська адміністрація гарантує усі права усім львів'янам за умови, що вони не братимуть у руки зброю. Проте вже о 8:00 того ж дня у єврейській дільниці Львова польські військові та міський натовп розпочали погром. За кілька годин після початку погрому до Менчинського в комендатуру на тодішній площі Смольки прийшов комісар Єврейської релігійної громади Львова д-р Озія Вассер разом зі своїм заступником д-р Емілем Парнасом з проханням про захист єврейської громади. Із собою вони принесли наказ командувача підкріплення польської армії у Східній Галичині генерала Болеслава Рої, з вимогою до Мончинського запровадити у місті надзвичайний стан та військово-польові суди. Проте він цей наказ проігнорував і оприлюднив його лише через два дні 24 листопада, коли погром набув всеохопного масштабу. До комендатури також приходили тодішній урядовий комісар (міський голова) Львова д-р Владислав Стеслович з проханням вжити заходів для припинення насильства у Львові. Львівський погром тривав до 24 листопада і його жертвами стало від 50 до 150 євреїв, понад 400 поранено і постраждало близько семи тисяч родин.
Чеслав Мончинський був членом популярної у Львові крайньо консервативної та ксенофобської Народно-демократичної партії Польщі і був прихильником поглядів Романа Дмовського. Антисемітизм поруч із неадекватною оцінкою своєї ролі в історії т.зв оборони Львова є одними з основних причин відповідальності Мончинського за масове насильство польських військових проти цивільного населення міста.
З 12 грудня 1918 р. Мончинський був командиром бригади львівських стрільців. Далі він брав участь у наступі польської армії на схід до рубежа р. Збруч, де за підсумками Польсько-української і Польсько-радянської воєн були встановлені східні кордони Польської Республіки.

### Польсько-радянська війна
Участь Чеслава Мончинського у Польсько-радянській війні розпочалась під командуванням генералів Вацлава Івашкевича та Владислава Єнджеєвського. Служба продовжувалася до осені 1919 р., де він виконував обов'язки командира 5-ї піхотної дивізії. Після цього брав участь у боях на литовсько-білоруському фронті, командуючи 2-ю бригадою 1-ї литовсько-білоруської дивізії до 16 червня 1920 р. Мончинський був звільнений з армії для участі в іноземній місії, яка так і не відбулася.
З огляду на загрозу вторгнення Червоної армії у липні 1920 р. Мончинського призначили окружним інспектором Добровольчої армії у Львові. Він обіймав цю посаду до 1 березня 1921 р. 17 квітня 1921 р. з подачі генерала Тадеуша Розвадовського Мончинського представили до нагородження нагородою Срібний Хрест ордену Virtuti Militari. 11 червня 1920 р. був підвищений у званні до полковника. Перебуваючи в напружених відносинах з Польськими Легіонами (соратники Юзефа Пілсудського), Мончинський не мав змоги пройти належної підготовки, щоб отримати вищу військову посаду. Він обіймав посаду заступника командира дивізії — командира 27-ї піхотної дивізії в Ковелі. До 1 листопада 1921 р. служив у штабі 6-ї армії і в Командуванні округу Корпусу VI на посаді заступника командуючого. Останньою його посадою в армії була служба в командуванні 27-ї піхотної дивізії, яку він займав до обрання послом (депутатом) Сейму у 1922 р. 2 травня 1922 р. Мончинського нагородили Офіцерським хрестом ордену Відродження Польщі. У 1920-х рр. він був головою капітулу ордену Хрест оборони Львова (Krzyża Obrony Lwowa).

### Політична та військова діяльність після війни
Після закінчення Польсько-радянської війни Чеслав Мончинський оселився у с. Вербів неподалік Бережан, де продовжував активне суспільно-політичне життя. 5 листопада 1922 р. він був обраний послом (депутатом) Сейму першої каденції (1922—1927) як кандидат від крайньо правої партії «Християнський союз національної єдності» (пол. Chrześcijańskiego Związku Jedności Narodowej) у Львові (по списку № 8). На час парламентської роботи був переведений у запас, залишившись на обліку в 5-му польовому артилерійському полку. У сеймі він входив до Християнського національного клубу і був головою Військового комітету. Він був одним із засновників «Національної гвардії» та її головнокомандуючем. Після завершення каденції він повернувся на службу в армію.
29 листопада 1927 р., у віці 46 років, Мончинського перевели до Володимир-Волинського у складі Повітового командування резервістів для проходження строкової служби. У квітні 1928 р. він був переведений до Повітового командування резервістів у Волковиську на посаду коменданта. У лютому 1929 р. був звільнений з посади і переданий у розпорядження командира Округу корпусу III, а 31 серпня того ж року був відправлений у відставку на пенсію.
У 1933 р. Мончинського нагородили Хрестом Незалежності за заслуги під час Польсько-радянської війни. Він також опублікував історично неправдоподібні спогади про участь у битві за Львів під назвою «Boje Lwowskie» з описом погрому у єврейському кварталі. Останні роки свого життя доживав на самоті у власному будинку у с. Вербів. Помер в результаті хвороби 15 липня 1935 р. і був похований на польському військовому меморіалі на Личаківському цвинтарі у Львові.

## Нагороди
- Срібний Хрест ордену Virtuti Militari (17 квітня 1921 р.)
- Офіцерський Хрест ордену Polonia Restituta (2 травня 1922 р.)
- Хрест Незалежності з мечами (9 листопада 1933 р.)
- Хрест Хоробрих (чотири рази)